# Cascinette d’Ivrea
Cascinette d’Ivrea (piemontesisch Cassinëtte d'Ivrèja) ist eine Gemeinde in der italienischen Metropolitanstadt Turin (TO), Region Piemont.

## Lage und Einwohner
Cascinette d’Ivrea liegt 55 km nordöstlich von Turin und 118 km westlich von Mailand. Das Gemeindegebiet umfasst eine Fläche von 2 km² und hat 1510 Einwohner (Stand 31. Dezember 2023). 
Die Nachbargemeinden sind Chiaverano, Burolo und Ivrea.